# Gaetano Graci
Gaetano Graci (Naro, 16 giugno 1927 – Catania, 20 gennaio 1996) è stato un imprenditore e costruttore italiano.

## Biografia
Nato a Naro e catanese d'adozione, possedeva cantieri di costruzione in ogni parte dell'isola e dell'Italia, aziende agricole e villaggi turistici. Suoi erano anche la terza banca per capitali in Sicilia, la Banca agricola etnea, alcuni hotel di lusso e vaste tenute in cui organizzava battute di caccia. Acquistò sulla collina di Taormina, a ridosso del Teatro Greco, l'Hotel Timeo, uno degli alberghi più belli del Mediterraneo, arredato in stile inglese primo novecento. Fra le sue proprietà figurava anche il famoso lido dei Ciclopi, uno dei più preziosi giardini equatoriali ricco di piante esotiche senza eguali in Europa. Ha vissuto gran parte del suo tempo a Roma da dove coordinava e dirigeva le sue attività. Ssecondo il giornalista e scrittore Giuseppe Fava, Graci era uno dei cavalieri dell'apocalisse mafiosa, legati a Cosa Nostra ed a Nitto Santapaola in particolare. Nello stesso editoriale, pubblicato nel gennaio 1983 sulla rivista I Siciliani lo descrive come un uomo "piccolino e indefettibilmente gentile con qualsiasi interlocutore". 
Il 5 gennaio 1984, un anno dopo la pubblicazione dell'articolo, e dopo vari tentativi dei cavalieri di acquistare la rivista, Giuseppe Fava venne ucciso da dei membri del clan mafioso dei Santapaola.
Dei “cavalieri del lavoro” Graci, inizialmente sconosciuto a Catania, è stato il più riservato. Possedeva la maggioranza azionaria di un'emittente televisiva privata e di un giornale quotidiano, ma il suo nome non figurava nei rispettivi consigli di amministrazione. La sua carriera venne troncata l'11 luglio 1994 quando fu arrestato con l'accusa di aver collaborato per circa 10 anni con la cosca mafiosa catanese di Nitto Santapaola. 
L'indagine non dimostrò nessun collegamento tra il patrimonio di Graci e l'organizzazione criminale. 
Stralcio sentenza definitiva di dissequestro, terza sezione penale Tribunale di Catania (1999):
In particolare, il tribunale ha disposto, nell'ambito del procedimento ex art. 2ter, una perizia sulla gestione della Banca Agricola Etnea (affidata ad un collegio del quale facevano parte il vice comandante della Guardia di Finanza ed un alto funzionario della Banca d'Italia); detta banca, della quale Graci Gaetano era l'unico azionista e quindi in pratica il proprietario, avrebbe potuto astrattamente costituire, infatti, il tramite finanziario dei rapporti con elementi di organizzazioni mafiose per i quali il Graci – come sopra più volte accennato – era indiziato di concorso esterno in associazione per delinquere di tipo mafioso.
Ma anche questa perizia, espletata in particolare in relazione dell'eventuale riciclaggio di denaro di provenienza illecita e con riguardo ai nominativi dei soggetti imputati nei procedimenti penali nei quali il Graci era coinvolto – pendenti a Catania (procedimento “Orsa Maggiore”) e a Palermo (primo maxi-processo contro “Cosa nostra”) – non ha rilevato alcuna operazione sospetta. 
Manca quindi la prova sia di una specifica attività illecita (del tipo rilevante ai fini dell'applicazione di una misura di prevenzione, e cioè riconducibile, anche indirettamente, ad attività di soggetti appartenenti o legati ad associazioni mafiose) effettivamente svolta dal Defunto Graci Gaetano, sia – a maggior ragione di un nesso di causalità tra l'eventuale attività illecita e l'acquisto della proprietà dei beni in questione.»
I riscontri ottenuti e le rivelazioni di Antonino Calderone, secondo il quale "I cavalieri del lavoro di Catania non sono mai stati vittime della mafia, [...], perché la mafia l'avevano già dentro" risultarono comunque vane ed insufficienti ai fini di una condanna. Nel 1991, infatti, il giudice istruttore Luigi Russo assolse i cavalieri, con la motivazione che essi sarebbero stati costretti a subire la "protezione" del clan Santapaola per necessità.